# Lethe embolima
Lethe embolima är en fjärilsart som beskrevs av Butler 1866. Lethe embolima ingår i släktet Lethe och familjen praktfjärilar. Inga underarter finns listade i Catalogue of Life.